# EY-Huset
EY-Huset er et kontorhøjhus på 17 etager og 68,5 m i det centrale Aarhus. 
EY-Huset er sammenbygget med butikscentret Bruuns Galleri og blev indviet i 2004. Bygningen hed tidligere KPMG Huset. Det danske revisionsfirma, der på daværende tidspunkt hed KPMG, overtog i 2014 den danske afdeling af Ernst & Young. Som et led i handlen meldte det danske firma sig ud af KPMG-netværket og ind i EY-netværket. Derfor skiftede huset også navn. Navnet udtales E-Y-Huset. De to øverste etager består af ejerlejligheder.